# 231832 Briankeeney
231832 Briankeeney è un asteroide della fascia principale interna. Scoperto nel 2000, presenta un'orbita caratterizzata da un semiasse maggiore pari a 2,436548 UA e da un'eccentricità di 0,225961, inclinata di 1,984932° rispetto all'eclittica.
Fa parte della famiglia di asteroidi Nisa.
È stato battezzato così in onore di Brian A. Keeney , astronomo statunitense, che ha contribuito attivamante alla missione New Horizons della NASA.